# Tour de France 1914
12. Tour de France rozpoczął się 28 czerwca, a zakończył 26 lipca 1914 roku w Paryżu. Pierwsze miejsce zajął po raz drugi z rzędu Philippe Thys z Belgii.

## Etapy
| Etap | Data       | Trasa                 | Dystans | Zwycięzca        | Lider wyścigu              |
| ---- | ---------- | --------------------- | ------- | ---------------- | -------------------------- |
| 1    | 28 czerwca | Paryż – Hawr          | 388 km  | Philippe Thys    | Philippe Thys              |
| 2    | 30 czerwca | Hawr – Cherbourg      | 364 km  | Jean Rossius     | Philippe Thys Jean Rossius |
| 3    | 2 lipca    | Cherbourg – Brest     | 405 km  | Émile Engel      | Philippe Thys Jean Rossius |
| 4    | 4 lipca    | Brest – La Rochelle   | 470 km  | Oscar Egg        | Philippe Thys Jean Rossius |
| 5    | 6 lipca    | La Rochelle – Bajonna | 376 km  | Oscar Egg        | Philippe Thys Jean Rossius |
| 6    | 8 lipca    | Bajonna – Luchon      | 326 km  | Firmin Lambot    | Philippe Thys              |
| 7    | 10 lipca   | Luchon – Perpignan    | 323 km  | Jean Alavoine    | Philippe Thys              |
| 8    | 12 lipca   | Perpignan – Marsylia  | 370 km  | Octave Lapize    | Philippe Thys              |
| 9    | 14 lipca   | Marsylia – Nicea      | 338 km  | Jean Rossius     | Philippe Thys              |
| 10   | 16 lipca   | Nicea – Grenoble      | 323 km  | Henri Pélissier  | Philippe Thys              |
| 11   | 18 lipca   | Grenoble – Genewa     | 325 km  | Gustave Garrigou | Philippe Thys              |
| 12   | 20 lipca   | Genewa – Belfort      | 325 km  | Henri Pélissier  | Philippe Thys              |
| 13   | 22 lipca   | Belfort – Longwy      | 325 km  | François Faber   | Philippe Thys              |
| 14   | 24 lipca   | Longwy – Dunkierka    | 390 km  | François Faber   | Philippe Thys              |
| 15   | 26 lipca   | Dunkierka – Paryż     | 340 km  | Henri Pélissier  | Philippe Thys              |

## Klasyfikacja końcowa
| Lp  | Zawodnik         | Kraj       | Zespół                  | Czas         |
| --- | ---------------- | ---------- | ----------------------- | ------------ |
| 1.  | Philippe Thys    | Belgia     | Peugeot-Wolber          | 200h 28' 48" |
| 2.  | Henri Pélissier  | Francja    | Peugeot-Wolber          | +1' 50"      |
| 3.  | Jean Alavoine    | Francja    | Peugeot-Wolber          | +36' 53"     |
| 4.  | Jean Rossius     | Belgia     | Alcyon-Soly             | +1h 57' 05"  |
| 5.  | Gustave Garrigou | Francja    | Peugeot-Wolber          | +3h 00' 21"  |
| 6.  | Émile Georget    | Francja    | Peugeot-Wolber          | +3h 20' 59"  |
| 7.  | Alfons Spiessens | Belgia     | J.B. Louvet–Continental | +3h 53' 55"  |
| 8.  | Firmin Lambot    | Belgia     | Peugeot-Wolber          | +5h 08' 54"  |
| 9.  | François Faber   | Luksemburg | Peugeot-Wolber          | +6h 15' 53"  |
| 10. | Louis Heusghem   | Belgia     | Peugeot-Wolber          | +7h 49' 02"  |